# Josef Mölschl
Josef Mölschl (* 22. Dezember 1929 in Eisentratten (Gemeinde Krems in Kärnten); † 3. Februar 2019 in Obervellach) war ein österreichischer Politiker (ÖVP) und Lehrer.

## Leben
Josef Mölschl, der in Eisentratten, einer damals noch eigenständigen Gemeinde geboren wurde, besuchte zunächst die Volks- und Hauptschule und absolvierte ab 1944 die Lehrerbildungsanstalt in Klagenfurt am Wörthersee. Ab 1950 arbeitete Mölschl zunächst als Lehrer an der Volksschule in Penk, einer Katastralgemeinde von Reißeck. Drei Jahre später wechselte er als Lehrer an die Hauptschule in Obervellach. 1958 erhielt er auch für Hauptschulen die Lehrerbefähigungsprüfung.
Sein politischer Werdegang begann 1953, als er zum Ortsparteivorsitzenden der ÖVP in Penk gewählt wurde. 1964 wurde er auch zum ÖVP-Vorsitzenden in Obervellach gewählt und im selben Jahr zum Bürgermeister der Marktgemeinde. Ab 1970 war Mölschl Bezirksparteivorsitzender der Volkspartei für den Bezirk Spittal an der Drau.
Von Juli 1974 bis März 1975 saß er als Kärntner Delegierter im Bundesrat in Wien. Danach folgte seine Vereidigung als Abgeordneter zum Kärntner Landtag, dem Mölschl 14 Jahre lang, von 1975 bis 1989 angehören sollte.
1990 bis 1993 saß Mölschl als Mitglied im Weltbund der Partnerstädte.

## Auszeichnungen
- Silbernes Verdienstzeichen der Republik Österreich
- Großes Goldenes Ehrenzeichen des Landes Kärnten